# Schronisko PTSM w Górzance

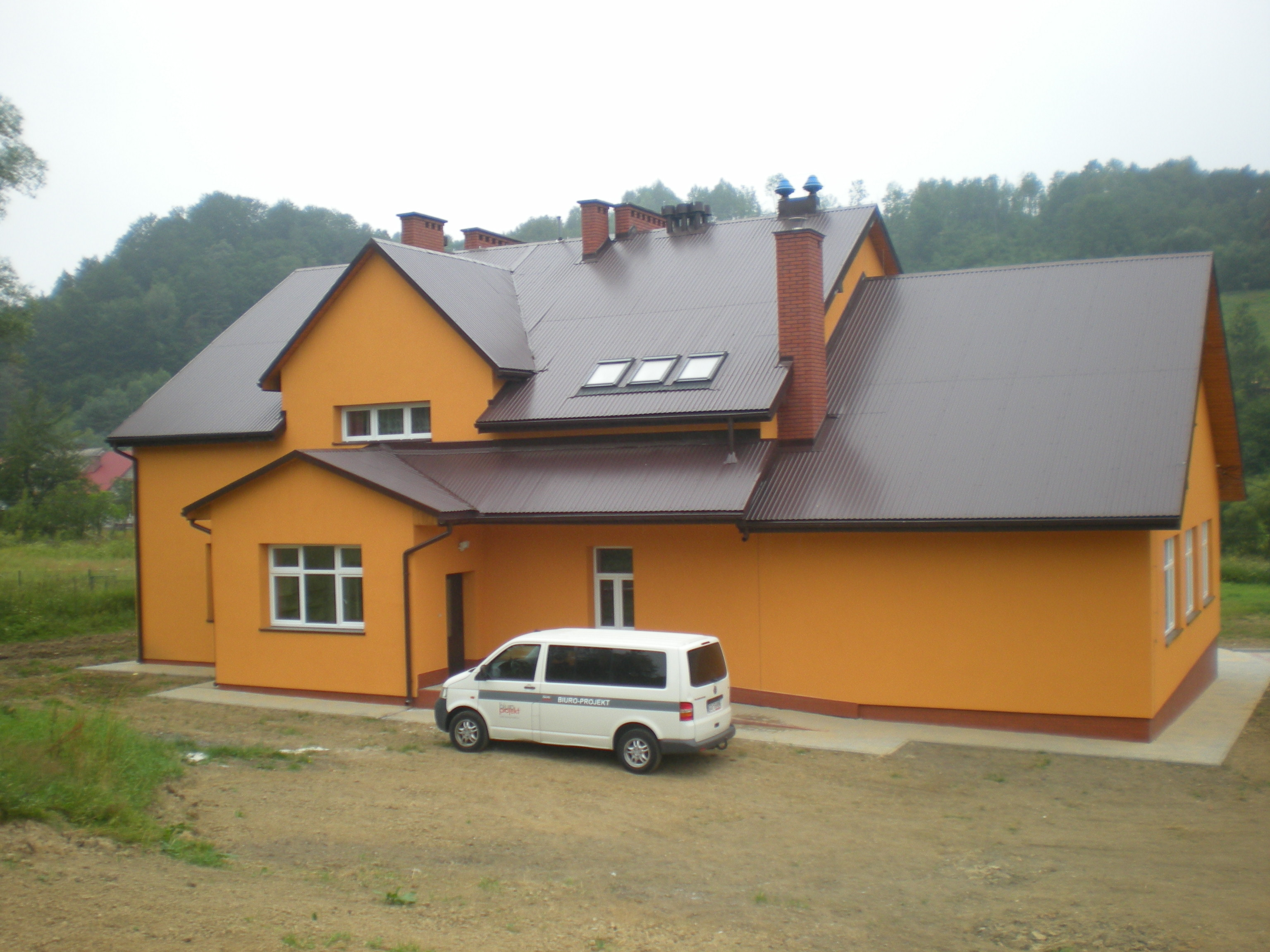
Budynek Szkolnego Schroniska Młodzieżowego w Górzance

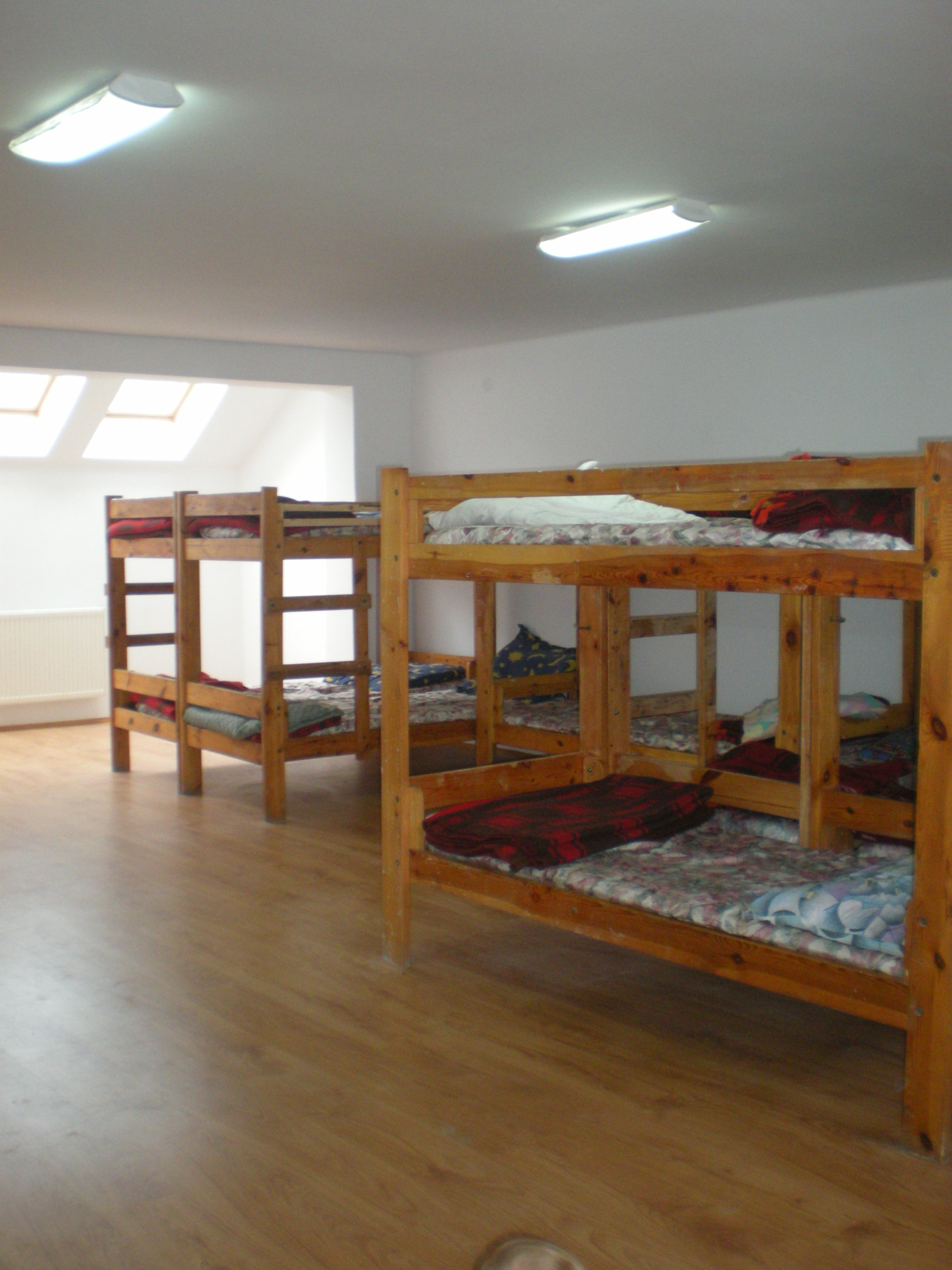
Wnętrze pokoju

Schronisko PTSM Górzanka – schronisko położone w miejscowości Górzanka, w Bieszczadach, w dolinie Wołkowyjki, na wysokości ok. 460 metrów n.p.m.
Schronisko uruchomiono w 1988 w dawnym budynku szkoły podstawowej. Składa się z dwóch obiektów – części noclegowej oraz świetlicy. Znajduje się w centrum miejscowości, kilkadziesiąt metrów od przystanku autobusowego.

## Szlaki turystyczne
W pobliżu schroniska biegnie pieszy szlak turystyczny (początek w Lesku przy synagodze):
 zielony na odcinku Wołkowyja – Górzanka – Bukowiec – Terka – Połoma – Bukowina – Siwarna – Krysowa

## Wyposażenie schroniska
- 50 miejsc noclegowych w pokojach 4-, 6-, 8-, 12-, 16-osobowych
- kuchnia
- świetlica
- pole namiotowe
- miejsce na ognisko
- parking